# William Fraser (évêque canadien)
William Fraser, également épelé William Frazer, né vers 1779 en Écosse et décédé le 4 octobre 1851 en Nouvelle-Écosse, était un prélat de l'Église catholique. Il a été ordonné évêque en 1827. De 1825 à 1842, il a été le vicaire apostolique de la Nouvelle-Écosse au Canada. En 1844, lorsque ce vicariat apostolique a été élevé au rang de diocèse, il en est devenu le premier évêque. En 1842, il a été nommé évêque du dicoèse d'Arichat en Nouvelle-Écosse, position qu'il occupa jusqu'à sa mort en 1851.

## Biographie
William Fraser est né vers 1779 en Écosse au Royaume-Uni. Il était l'aîné de 12 enfants. Il étudia au séminaire en Écosse, puis, effectua des études en théologie au Royal Scots College (en) à Salamanque en Espagne. Le 8 janvier 1804, il a été ordonné prêtre,.
En août 1822, William Fraser arriva en Nouvelle-Écosse au Canada en tant que missionnaire sur l'île du Cap-Breton. En décembre 1823, il devint curé de la paroisse de Saint-Ninian à Antigonish en Nouvelle-Écosse. Le 3 juin 1825, il a été nommé vicaire apostolique de la Nouvelle-Écosse au Canada. Par la même occasion, il a été nommé évêque titulaire du diocèse de Tanis (en). Il a été consacré évêque le 24 juin 1827 par l'évêque Aeneas Bernard MacEachern. Le 15 février 1842, le vicariat apostolique est devenu le diocèse de Halifax et William Fraser en est devenu le premier évêque,,.
Le 27 septembre 1844, il a été nommé évêque du diocèse d'Arichat en Nouvelle-Écosse, de nos jours, le diocèse d'Antigonish. Il occupa cette fonction jusqu'à sa mort le 4 octobre 1851 à Antigonish,.